# Erythrodiplax melanorubra
Erythrodiplax melanorubra är en trollsländeart som beskrevs av Borror 1942. Erythrodiplax melanorubra ingår i släktet Erythrodiplax och familjen segeltrollsländor. Inga underarter finns listade i Catalogue of Life.

## Bildgalleri